# تظاهرات ۲۰۱۸–۲۰۱۹ نیجریه
تظاهرات ۲۰۱۸–۲۰۱۹ نیجریه مجموعه ای از تظاهرات شیعیان علیه تبعیض مسلمانان شیعه در نیجریه در اکتبر تا نوامبر۲۰۱۸ و ژوئیه تا اوت۲۰۱۹ بود. موجی از اعتراضات مردمی، خشونت‌های مدنی و اعتصاب‌ها که شیعیان آن را فراخوانی کردند، به درگیری وحشیانه بین مسلمانان، مسیحیان و پلیس منجر شد. ده‌ها هزار معترض در سراسر خیابان‌های اکثریت شیعه در شهرهای اطراف پایتخت لاگوس راهپیمایی کردند. اعتراضات خیابانی و مخالفت فزاینده با محمد بوهاری رئیس‌جمهور در سال۲۰۱۹، به عنوان بخشی از جنبش انقلاب در جولای۲۰۱۹، اما با این حال، اعتراضات اولیه پس از دستگیری رهبر یک سازمان آغاز شد. در ماه‌های اکتبر تا نوامبر، پس از تظاهرات مردمی و ناآرامی‌های خیابانی، پلیس از گلوله‌های مستقیم برای متفرق کردن تظاهرکنندگان استفاده کرد و ۴۵تظاهرکننده را کشت. پس از ۳روز اعتراض، در صورت بروز اعتراض، نیروها برای گشت زنی در خیابان‌ها مستقر شدند. موج جدیدی از اعتراضات در ماه ژوئیه با راهپیمایی تظاهرکنندگان علیه تبعیض علیه مسلمانان شیعه، دوباره به خشونت تبدیل شد. ده‌ها هزار نفر در راهپیمایی‌ها در سراسر ابوجا در طول یک هفته تظاهرات در اواخر ژوئیه و اوایل آگوست۲۰۱۹ تظاهرات کردند. تظاهرات گسترده‌ای در ابوجا توسط مسلمانان علیه خشونت پلیس که این جنبش را انجام می‌دهد برگزار شد. نیروهای امنیتی و پلیس ضد شورش به زور مطالبات و اعتراضات را در ۵اوت در هم شکستند.